# IUPAC
Міжнаро́дний сою́з фундамента́льної та прикладно́ї хі́мії (англ. International Union of Pure and Applied Chemistry, IUPAC) — міжнародна недержавна організація, метою якої є сприяння розвитку хімії як науки. До її складу входять національні хімічні спільноти.
IUPAC знана як визнане авторитетне джерело з розвитку стандартів найменування хімічних елементів та їхніх складових (цим займається Внутрішній комітет з термінології та символіки (англ. Interdivisional Committee on Nomenclature and Symbols, IUPAC nomenclature)). IUPAC належить до Міжнародної наукової ради (англ. International Council for Science, ICSU).
Але навіть номенклатурі IUPAC не вдалося уникнути синонімії, наприклад: назвами IUPAC є 2-метилпропан і ізобутан; анілін і феніламін; етанова і ацетатна кислоти.
Для інших сполук, наприклад, С2Н5ОН, можна навести ще більшу кількість назв: традиційна — винний спирт, раціональна — метилкарбінол, радикально-функціональна — етиловий спирт і систематична — етанол. За номенклатурою IUPAC назва цієї сполуки — етанол.
Директиви з термінології IUPAC визначають міжнародні стандарти найменування хімічних речовин у разі виникнення диспуту.
Багато публікацій IUPAC доступні у мережі Інтернет.

## Історія
ІЮПАК створений в 1919 році.
ІЮПАК та ЮНЕСКО — провідні організації, що координували події протягом 2011 року — Міжнародного року хімії.
Упродовж нього були відзначені досягнення в хімії і її вклад у розвиток людства.
Академія наук СРСР стала учасницею ІЮПАК в 1931 році.